# Prodeinotherium
Prodeinotherium — викопний хоботний з родини дейнотерієвих, що жив у міоцені.

## Характеристики
Продейнотерій був твариною розміром з маленького слона з висотою в плечах близько 2,7 метра. Хобот був коротший і більш мускулистий, ніж у слонів. Продейнотерій мав два бивні на нижній щелепі, спрямовані вниз, на відміну від сучасних слонів, у яких бивні розташовані у верхній щелепі. Можливо, бивні використовувалися для викопування рослин. Зуби найкраще підходили для поїдання листя. Спосіб жування був подібний до способу тапірів.

## Розвиток
Продейнотерій спочатку мешкав у східній і південній Африці. Вид P. hobleyi відомий за викопними знахідками з раннього міоцену в Намібії, Південній Африці, Кенії та Лівії. Наприкінці раннього міоцену Prodeinotherium мігрував до Євразії через сухопутний міст, після чого розвинулися P. bavaricum у Європі та P. pentapotamiae у південно-західній Азії. У міоцені продейнотерій був замінений дейнотерієм, п'ятиметровим родичем, який дожив до плейстоцену.

## Галерея

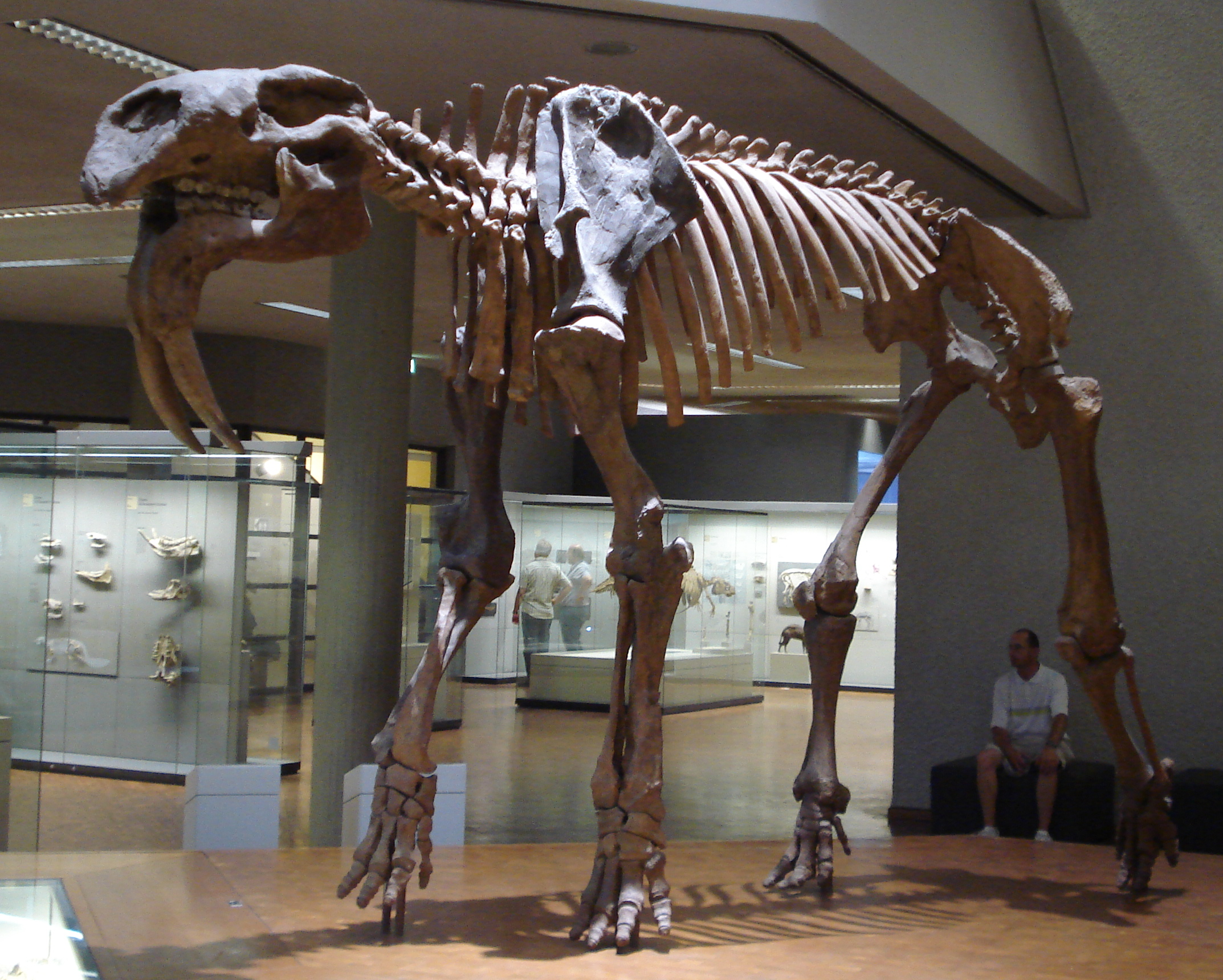
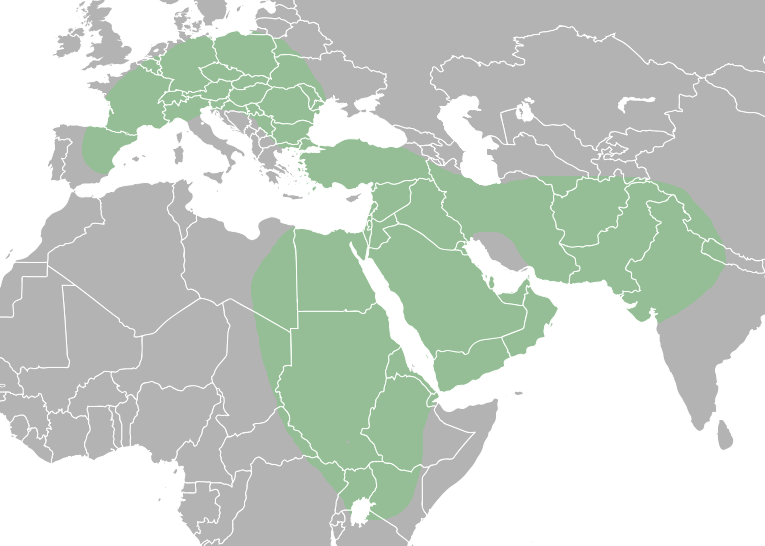
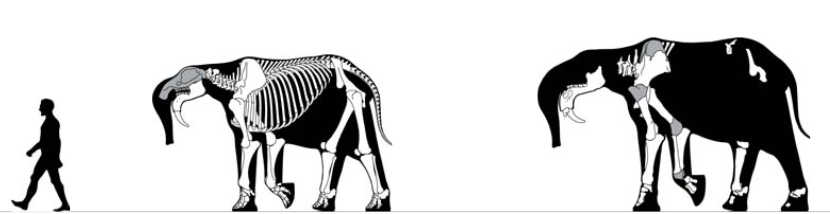